# Mont Avril
Der Mont Avril ist ein 3346 m ü. M.  hoher Berg in den Walliser Alpen. Er liegt auf der Landesgrenze zwischen dem Val de Bagnes im Kanton Wallis in der Schweiz und dem Valpelline, einem Seitental des Aostatals, in Italien. 
Der Mont Avil ist über einen Bergweg vom Fenêtre de Durand (2797 m) aus erreichbar und gilt als der kleinere Bruder des Mont Gelé.